# Pteraster robertsoni
Pteraster robertsoni is een zeester uit de familie Pterasteridae.
De wetenschappelijke naam van de soort werd in 1973 gepubliceerd door Donald George McKnight.